# Předseda vlády Gruzie
Předseda vlády Gruzie (gruzínsky: საქართველოს პრემიერ-მინისტრი; sakartvelos p'remier-minist'ri) je hlavou vlády a nejvyšší exekutivní funkcí v Gruzii. Jde o klíčovou figuru gruzínského politického systému, prezident má proti tomu spíše ceremoniální funkci. Premiér organizuje a řídí vládu. Podepisují právní akty a jmenuje a odvolává ministry vlády. Zastupuje Gruzii v zahraničních vztazích a jménem Gruzie uzavírá mezinárodní smlouvy. Je odpovědný gruzínskému parlamentu, jehož důvěru musí získat. Pokud ji získá, prezident ho musí do dvou dnů jmenovat do funkce. Pokud tak neučiní, stává se úspěšný kandidát premiérem automaticky. Premiéra nominuje politická strana, která v parlamentních volbách dosáhla nejlepšího výsledku. Pokud parlament ve stanovené lhůtě po proběhlých volbách nepřistoupí k hlasování o důvěře, prezident ho rozpustí a vyhlásí volby nové. Úřad předsedy vlády nesmí zastávat občan Gruzie, který je zároveň občanem jiné země.
Úřad předsedy vlády byl v Gruzii zaveden po vyhlášení nezávislosti v květnu 1918. Byl zrušen po ovládnutí země Sovětským Ruskem v únoru 1921. Nově nezávislá Gruzie obnovila post premiéra v srpnu 1991, ale byl de facto zrušen po vojenském převratu v lednu 1992 a z ústavy vypuštěn roku 1995. Znovu zavedena byla funkce v únoru 2004. Od obnovení úřadu v roce 2004 byl premiér spíše hlavním poradcem prezidenta, který vykonával většinu výkonných pravomocí. Po ústavních změnách z let 2012 a 2018, které přeměnily Gruzii v parlamentní republiku, však byly výkonné pravomoci prezidenta zrušeny a převedeny na premiéra.